# 1286 Banachiewicza
För andra betydelser, se Banachiewicz.
1286 Banachiewicza eller 1933 QH är en asteroid i huvudbältet som upptäcktes den 25 augusti 1933 av den belgiske astronomen Sylvain Arend i Uccle. Den har fått sitt namn efter den polske astronomen Tadeusz Banachiewicz.
Asteroiden har en diameter på ungefär 21 kilometer och den tillhör asteroidgruppen Eos.